# Jeghia (ormiański patriarcha Jerozolimy)
Jeghia (ur. ?, zm. ?) – w latach 774–797 7. ormiański Patriarcha Jerozolimy.